# Diamentowa Liga 2015
Samsung Diamentowa Liga 2015 – szósta edycja prestiżowych zawodów Diamentowej Ligi na świecie. W 2015 roku pierwszy mityng tradycyjnie odbył się w stolicy Kataru Doha na stadionie Qatar SC Stadium. Po 30 lipca w zawodach trwała ponad miesięczna przerwa ze względu na mistrzostwa świata w Pekinie.

## Kalendarz
| Data        | Mityng                            | Miasto     | Stadion                        | Wyniki    |
| ----------- | --------------------------------- | ---------- | ------------------------------ | --------- |
| 15 maja     | Qatar Athletic Super Grand Prix   | Doha       | Qatar SC Stadium               | Rezultaty |
| 17 maja     | Shanghai Golden Grand Prix        | Szanghaj   | Shanghai Stadium               | Rezultaty |
| 29–30 maja  | Prefontaine Classic               | Eugene     | Hayward Field                  | Rezultaty |
| 4 czerwca   | Golden Gala                       | Rzym       | Stadio Olimpico                | Rezultaty |
| 7 czerwca   | Sainsbury’s Birmingham Grand Prix | Birmingham | Alexander Stadium              | Rezultaty |
| 11 czerwca  | Bislett Games                     | Oslo       | Bislett Stadion                | Rezultaty |
| 13 czerwca  | Adidas Grand Prix                 | Nowy Jork  | Icahn Stadium                  | Rezultaty |
| 4 lipca     | Meeting Areva                     | Paryż      | Stade de France                | Rezultaty |
| 9 lipca     | Athletissima                      | Lozanna    | Stade Olympique de la Pontaise | Rezultaty |
| 17 lipca    | Herculis                          | Monako     | Stadion Ludwika II             | Rezultaty |
| 24–25 lipca | Sainsbury’s Anniversary Games     | Londyn     | Stadion Olimpijski             | Rezultaty |
| 30 lipca    | DN Galan                          | Sztokholm  | Stadion Olimpijski             | Rezultaty |
| 3 września  | Weltklasse Zürich                 | Zurych     | Letzigrund Stadion             | Rezultaty |
| 11 września | Memorial Van Damme                | Bruksela   | Stadion Króla Baudouina I      | Rezultaty |

## Zwycięzcy
| Konkurencja                        |                         | Punkty |
| Mężczyźni                          |                         |        |
| Bieg na 100 metrów                 | Justin Gatlin           | 20     |
| Bieg na 200 metrów                 | Alonso Edward           | 16     |
| Bieg na 400 metrów                 | Kirani James            | 14     |
| Bieg na 800 metrów                 | Nijel Amos              | 16     |
| Bieg na 1500 metrów                | Asbel Kiprop            | 17     |
| Bieg na 5000 metrów                | Yomif Kejelcha          | 14     |
| Bieg na 3000 metrów z przeszkodami | Jairus Kipchoge         | 20     |
| Bieg na 110 metrów przez płotki    | David Oliver            | 16     |
| Bieg na 400 metrów przez płotki    | Bershawn Jackson        | 18     |
| Skok wzwyż                         | Mutaz Essa Barshim      | 20     |
| Skok o tyczce                      | Renaud Lavillenie       | 21     |
| Skok w dal                         | Greg Rutherford         | 21     |
| Trójskok                           | Christian Taylor        | 22     |
| Pchnięcie kulą                     | Joe Kovacs              | 16     |
| Rzut dyskiem                       | Piotr Małachowski       | 21     |
| Rzut oszczepem                     | Tero Pitkämäki          | 17     |
| Kobiety                            |                         |        |
| Bieg na 100 metrów                 | Shelly-Ann Fraser-Pryce | 20     |
| Bieg na 200 metrów                 | Allyson Felix           | 14     |
| Bieg na 400 metrów                 | Francena McCorory       | 20     |
| Bieg na 800 metrów                 | Eunice Sum              | 24     |
| Bieg na 1500 metrów                | Sifan Hassan            | 18     |
| Bieg na 5000 metrów                | Genzebe Dibaba          | 16     |
| Bieg na 3000 metrów z przeszkodami | Virginia Nyambura       | 15     |
| Bieg na 100 metrów przez płotki    | Dawn Harper-Nelson      | 18     |
| Bieg na 400 metrów przez płotki    | Zuzana Hejnová          | 22     |
| Skok wzwyż                         | Ruth Beitia             | 14     |
| Skok o tyczce                      | Nikoleta Kiriakopulu    | 24     |
| Skok w dal                         | Tianna Bartoletta       | 20     |
| Trójskok                           | Caterine Ibargüen       | 28     |
| Pchnięcie kulą                     | Christina Schwanitz     | 26     |
| Rzut dyskiem                       | Sandra Perković         | 30     |
| Rzut oszczepem                     | Barbora Špotáková       | 19     |

## Polacy
W sezonie 2015 Diamentowej Ligi punktowało sześcioro polskich zawodników. Po raz trzeci w konkurencji rzutu dyskiem wygrał Piotr Małachowski, który zdobył 21 punktów. Drugie miejsca zajęli Robert Urbanek w rzucie dyskiem (19 punktów) oraz Adam Kszczot w biegu na 800 metrów (10 punktów). Trzecie miejsce w konkurencji skoku o tyczce wywalczył Paweł Wojciechowski (4 punkty). Kamila Lićwinko w skoku wzwyż zdobyła 4. miejsce (5 punktów), a Renata Pliś w biegu na 5000 metrów była szósta (2 punkty).